# Sopubia lanata
Sopubia lanata là loài thực vật có hoa thuộc họ Cỏ chổi. Loài này được Engl. miêu tả khoa học đầu tiên năm 1894.